# Burbank (Los Angeles County, Californië)
Burbank is een stad in de Amerikaanse staat Californië en telt 100.316 inwoners. Het is hiermee de 238e stad in de Verenigde Staten (2000). De oppervlakte bedraagt 44,8 km², waarmee het de 223e stad is.
Burbank ligt in het oosten van de San Fernando Valley, onderdeel van Greater Los Angeles Area, in Los Angeles County, ten noorden van Los Angeles.
Burbank staat ook wel bekend als de "Mediahoofdstad van de Wereld", door het grote aantal mediabedrijven dat een hoofdkantoor in de stad heeft. National Broadcasting Company, The Walt Disney Company en Warner Bros. Entertainment zijn enkele van de grote reeks bedrijven.

## Demografie
Van de bevolking is 12,8 % ouder dan 65 jaar en bestaat voor 33,6 % uit eenpersoonshuishoudens. De werkloosheid bedraagt 3,7 % (cijfers volkstelling 2000).
Ongeveer 24,9 % van de bevolking van Burbank bestaat uit hispanics en latino's, 2,1 % is van Afrikaanse oorsprong en 9,2 % van Aziatische origine.
Het aantal inwoners steeg van 93.626 in 1990 naar 100.316 in 2000.

## Klimaat
In januari is de gemiddelde temperatuur 12,5 °C, in juli is dat 24,2 °C. Jaarlijks valt er gemiddeld 403,1 mm neerslag (gegevens op basis van de meetperiode 1961-1990).

## Plaatsen in de nabije omgeving
De onderstaande figuur toont nabijgelegen plaatsen in een straal van 16 km rond Burbank.

## Stedenbanden
- Gaborone (Botswana)
- Incheon (Zuid-Korea)

## Bekende inwoners van Burbank

### Geboren
- Bob Garretson (1933-2025), autocoureur
- Dave Goelz (1946), Muppet-poppenspeler
- Eric Flint (1947-2022), schrijver en uitgever
- John Ritter (1948-2003), acteur
- Bonnie Raitt (1949), singer-songwriter en gitariste
- Andrew Gold (1951-2011), zanger, componist en musicus
- Mark Harmon (1951), acteur en oud-Americanfootballspeler
- Rene Russo (1954), actrice
- Sandra Neilson (1956), zwemster
- Tim Burton (1958), filmregisseur
- Stephen Dunham (1964-2012), acteur en stuntman
- Debbe Dunning (1966), actrice
- Cady McClain (1969), actrice
- David DeLuise (1971), acteur
- Wil Wheaton (1972), acteur
- Flower Tucci (1981), pornoactrice
- Anthony Ervin (1981), zwemmer
- Lalaine (1987), actrice en zangeres